# داكس ماكارثي
داكس ماكارثي (بالإنجليزية: Dax McCarty)‏ (30 أبريل 1987 وينتر بارك، فلوريدا الولايات المتحدة - ) هو لاعب كرة قدم أمريكي، شارك في الألعاب الأولمبية الصيفية 2008.

## وصلات خارجية
داكس ماكارثي على موقع الدوري الأمريكي (الإنجليزية)
- داكس ماكارثي على موقع قاعدة بيانات كرة القدم.إي يو (الإنجليزية)
- داكس ماكارثي على موقع ناشيونال فوتبول تيمز (الإنجليزية)
- داكس ماكارثي على موقع Soccerbase.com (لاعب) (الإنجليزية)
- داكس ماكارثي على موقع Soccerway.com (الإنجليزية)
- داكس ماكارثي على موقع عالم كرة القدم.نت (الإنجليزية)
- داكس ماكارثي على موقع أوليمبيديا (الإنجليزية)
- داكس ماكارثي على موقع AS.com (الإسبانية)